# Monument voor het gevallen spoorwegpersoneel
Monument voor het gevallen spoorwegpersoneel is een oorlogsmonument in Utrecht ter nagedachtenis aan in de Tweede Wereldoorlog omgekomen personeel van de Nederlandse Spoorwegen. Het beeld is geplaatst bij De Inktpot, het voormalig Hoofdadministratiegebouw III van de Spoorwegen, aan het Moreelsepark.

## Achtergrond
Tegen het eind van de oorlog werd de Groninger beeldhouwer Willem Valk benaderd door NS-architect H.G.J. Schelling om een ontwerp te maken voor een gedenkteken in de te verbouwen hal van Station Amsterdam Centraal. Toen Valk zijn ontwerp klaar had, bleek dat het plan onder meer vanwege een bouwverbod niet door kon gaan. Schelling zat later in de voorbereidingscommissie van een monument in Utrecht en zette zich in voor de gunning van de opdracht aan Valk. Valk kwam in 1946 met een idee voor een aantal door terrassen verbonden figuren, waar het publiek tussendoor kon lopen. Het werd door de Commissie van Advies afgekeurd. Zijn tweede ontwerp met een aantal figuren op een hoge sokkel kwam in 1948 gereed. Valk voerde het werk uit in zijn atelier in Eelderwolde en werd daarbij geassisteerd door Rinus Meijer en Wladimir de Vries. Het monument is het grootste in Valks oeuvre van oorlogsgedenktekens.
Het monument werd op 17 september 1949, vijf jaar na het begin van de Spoorwegstaking, door prins Bernhard onthuld.

## Beschrijving
Op een vier meter hoog voetstuk staat een beeldengroep van vaurion (Frans kalksteen), bestaande uit twee mannen en twee vrouwen, waarvan een met kind. Zij staan symbool voor het gemeenschappelijk verzet. Op de voorzijde van de sokkel staat een gedicht van Hendrik de Vries. Op de andere zijden zijn 499 namen van omgekomen spoorwegpersoneelsleden aangebracht.

## Omgekomen personeel met eigen Wikipedia pagina
- Herman Jan van Aalderen
- Jo Lokerman
- Theo van Loon
- Hendrika Maria van Piggelen
- Oltman Reinder Thomsen

## Galerij

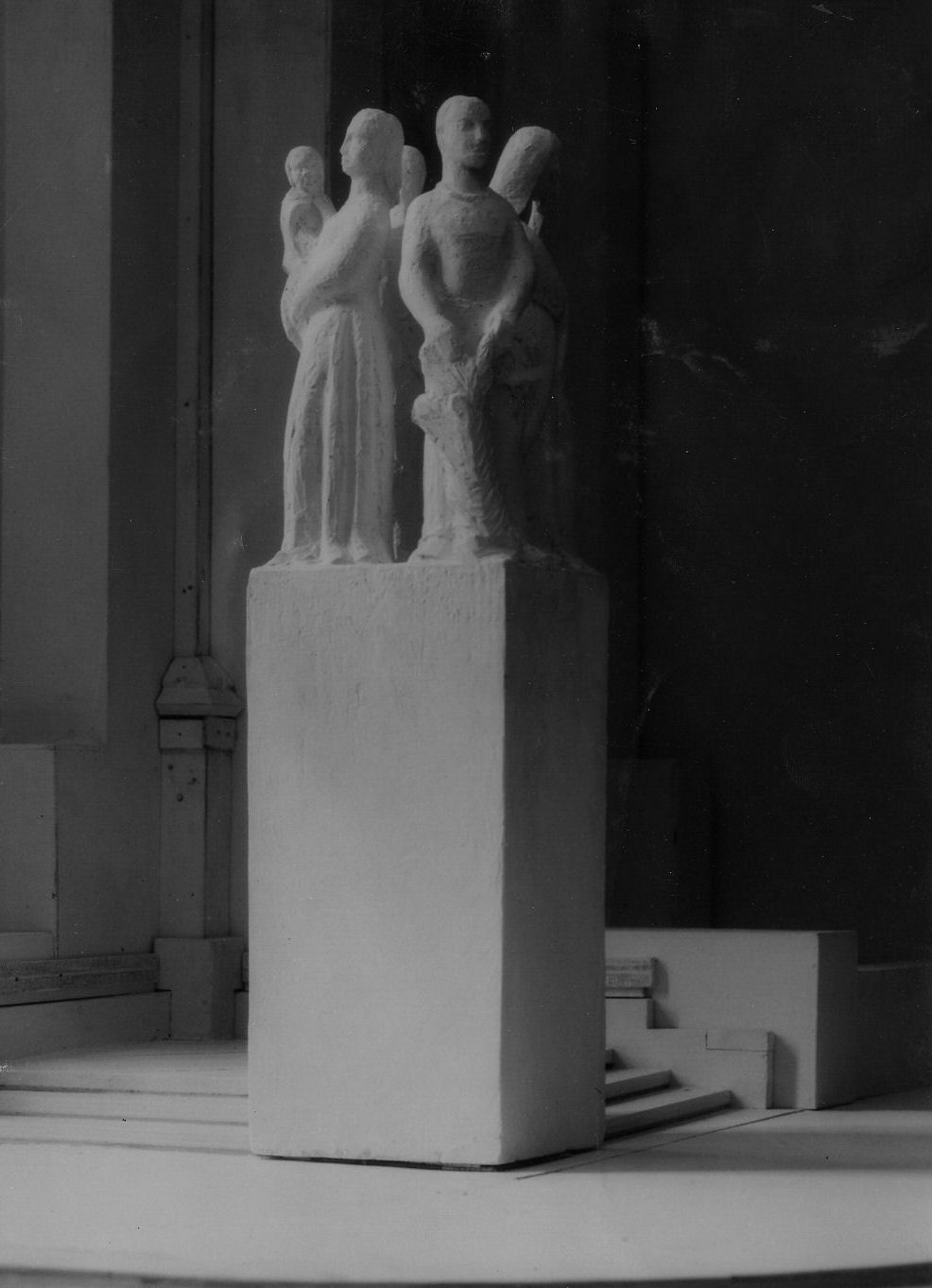
Maquette
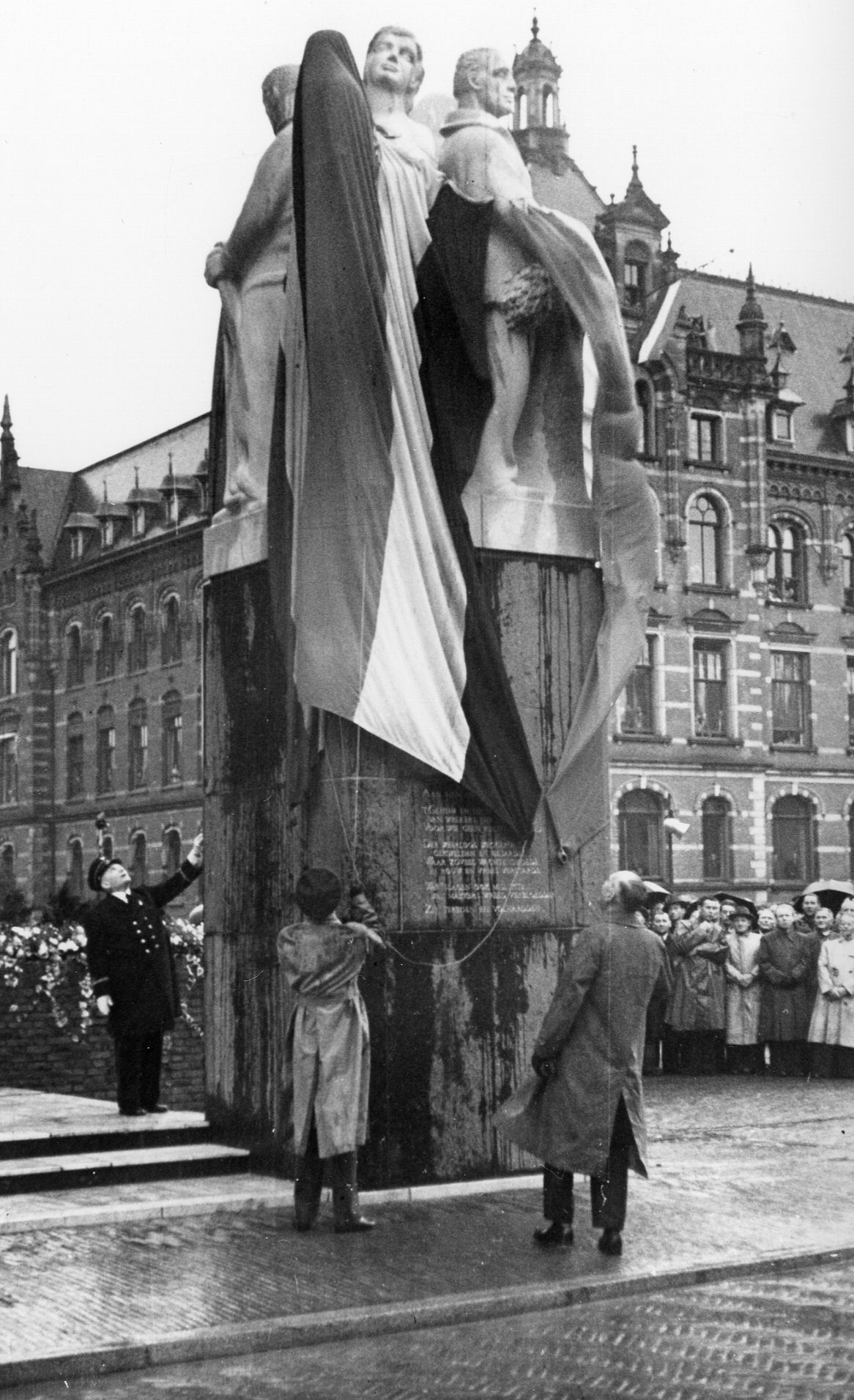
Onthulling door prins Bernhard
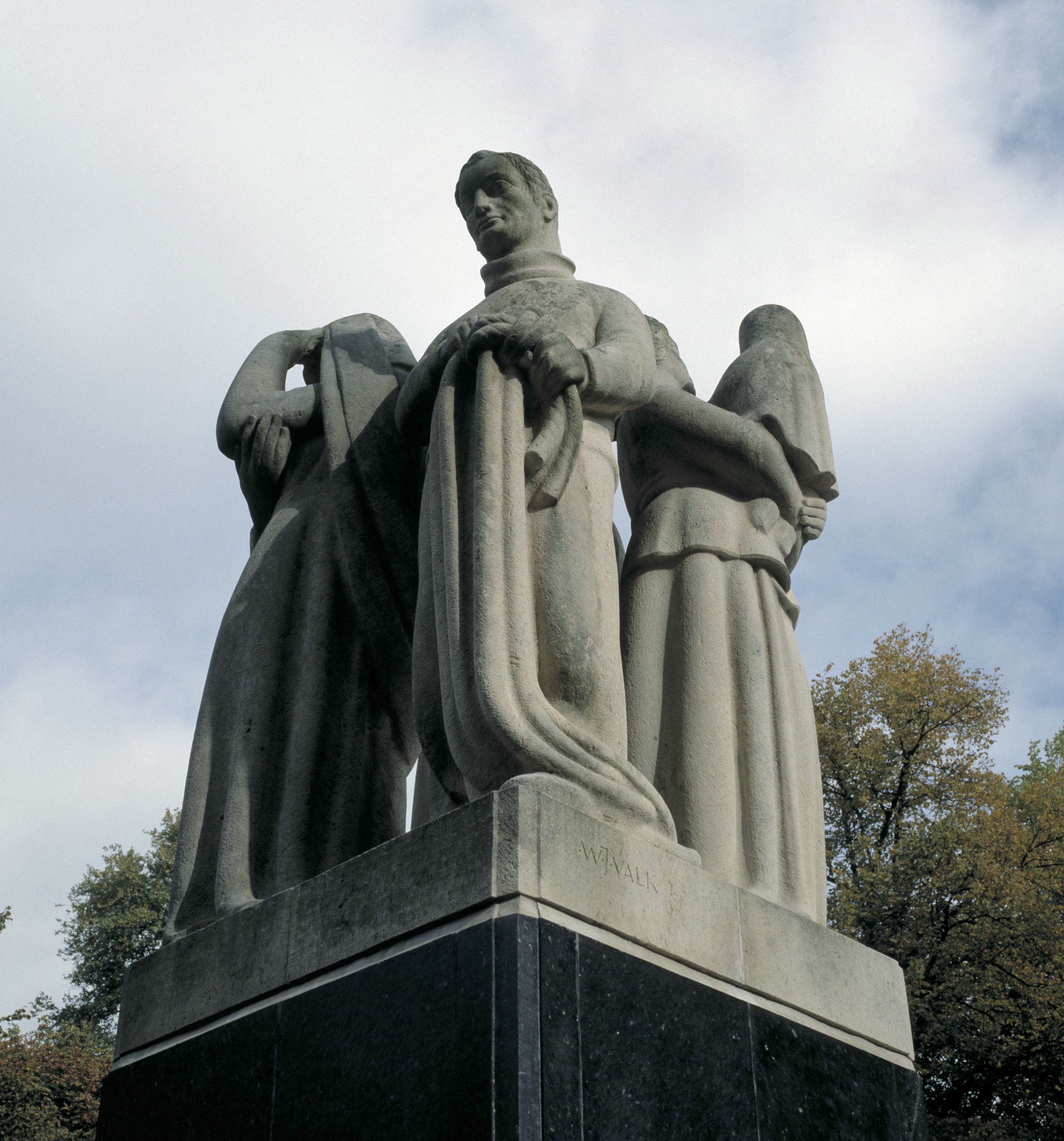
Detail met signatuur van Valk
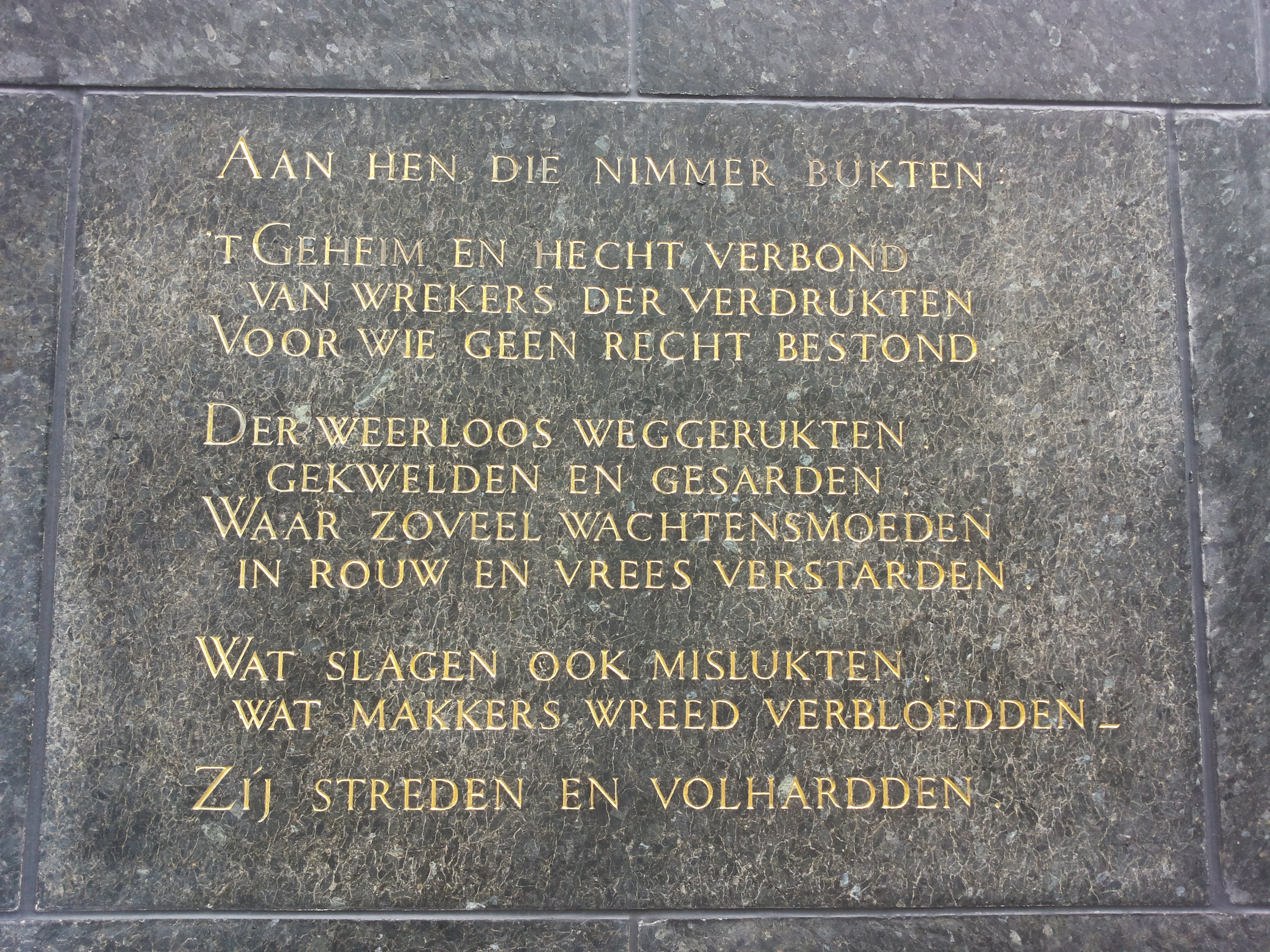
Gedicht van Hendrik de Vries
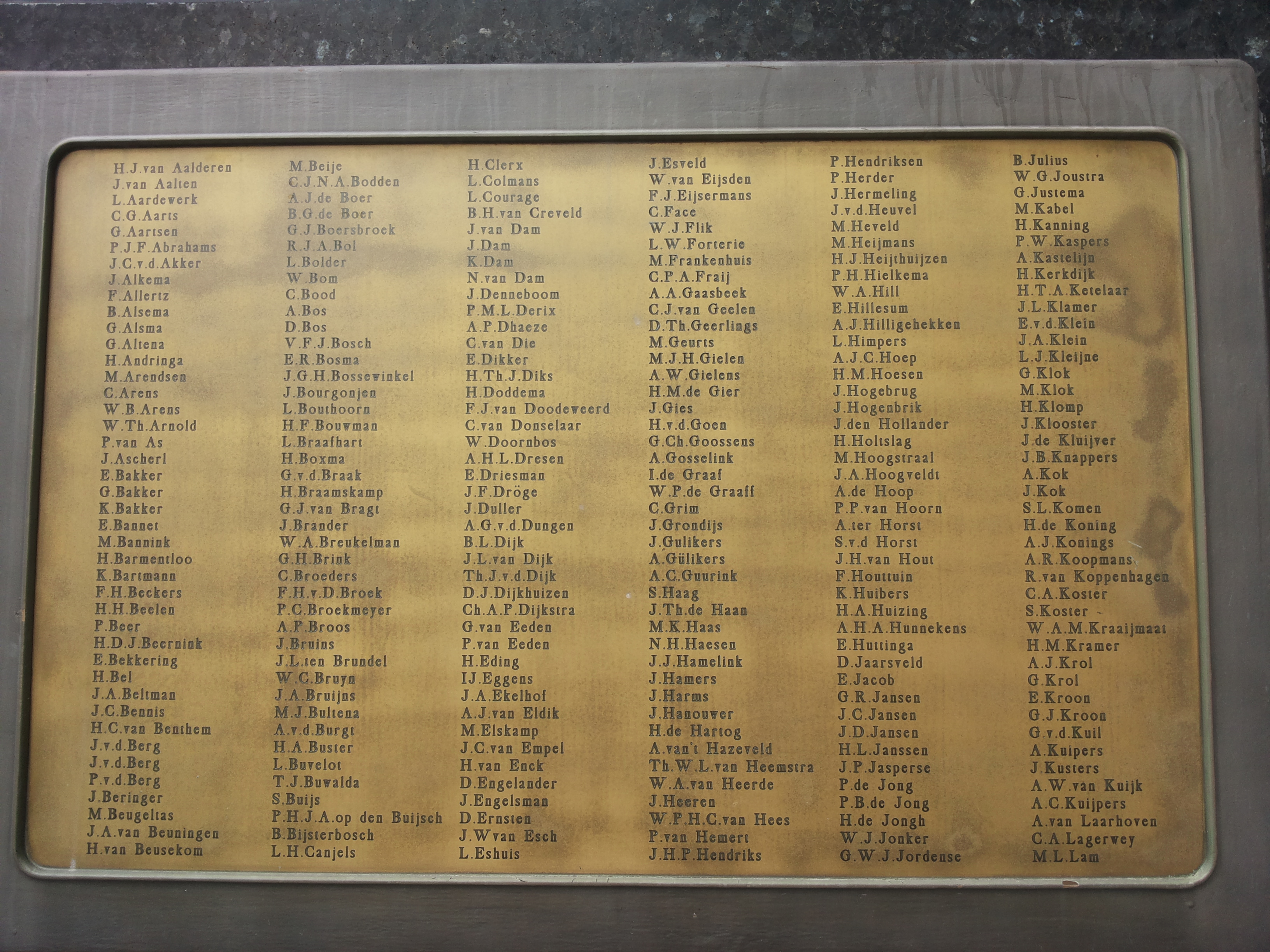
Namen van slachtoffers (I)
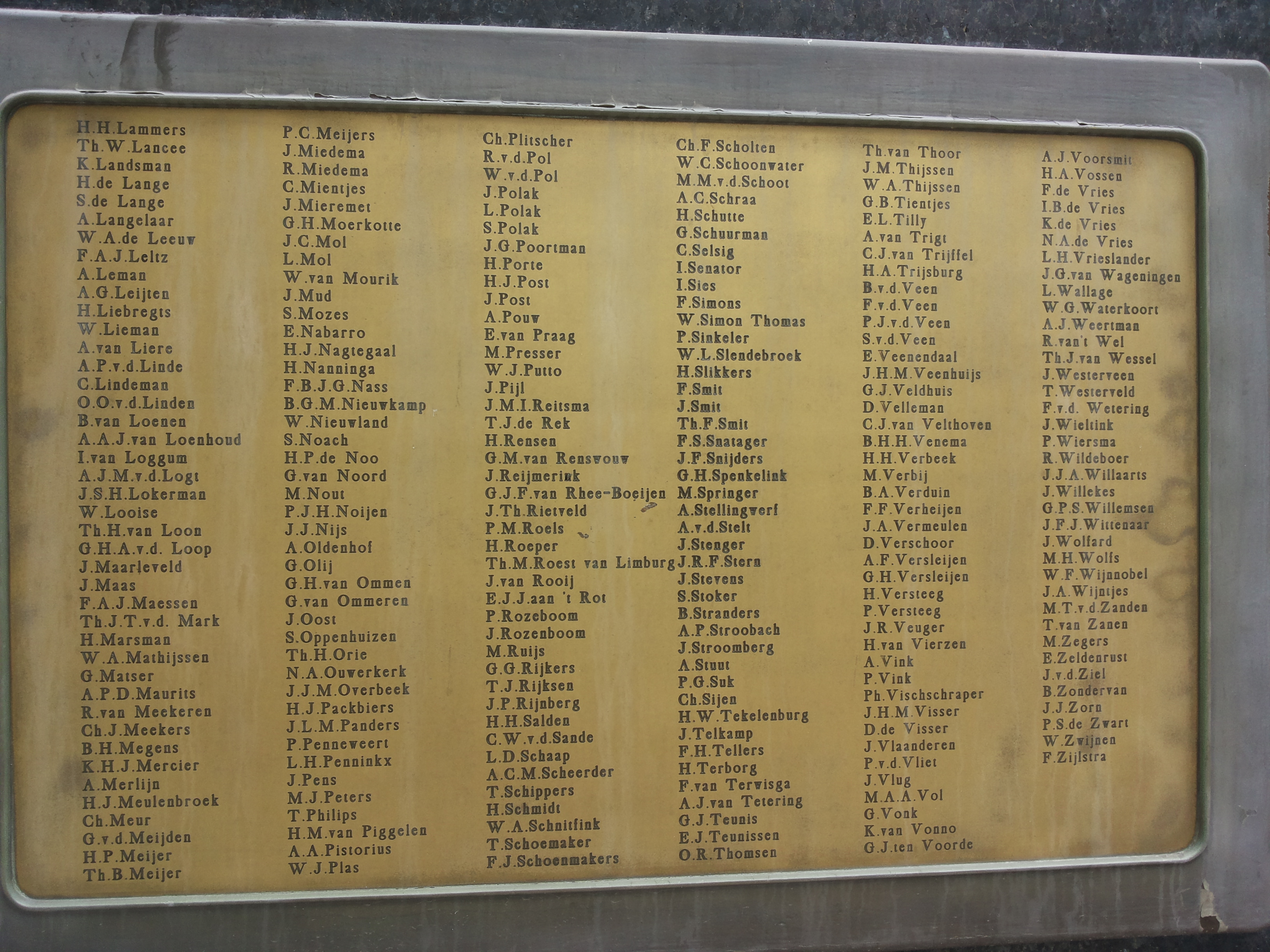
Namen van slachtoffers (II)